# RV Thomas G. Thompson (T-AGOR-23)
Le RV Thomas G. Thompson (T-AGOR-23) est un navire océanographique appartenant à l'US Navy exploité dans le cadre de la flotte de l'University-National Oceanographic Laboratory System (UNOLS) pour l'école d'océanographie de l’Université de Washington.

## Historique
Construit par Halter Marine à Gulfport (Mississippi), il a été livré à l' Office of Naval Research (ONR) le 8 juillet 1991. Le RV Thomas G. Thompson possède un équipage de 21 officiers et membres d'équipage, 2 techniciens de la marine et jusqu'à 36 scientifiques. Il est exploité par l'Université de Washington qui possédait aussi le RV Clifford A. Barnes jusqu'en 2016.
Le Thomas G. Thompson et trois autres navires de recherche ont tous été construits sur le même modèle de base. Les trois navires sœurs sont le NOAAS Ronald H. Brown (R 104), le RV Roger Revelle (AGOR-24) (Institut d'océanographie Scripps) et le RV Atlantis (AGOR-25) (Institut océanographique de Woods Hole).

## Galerie

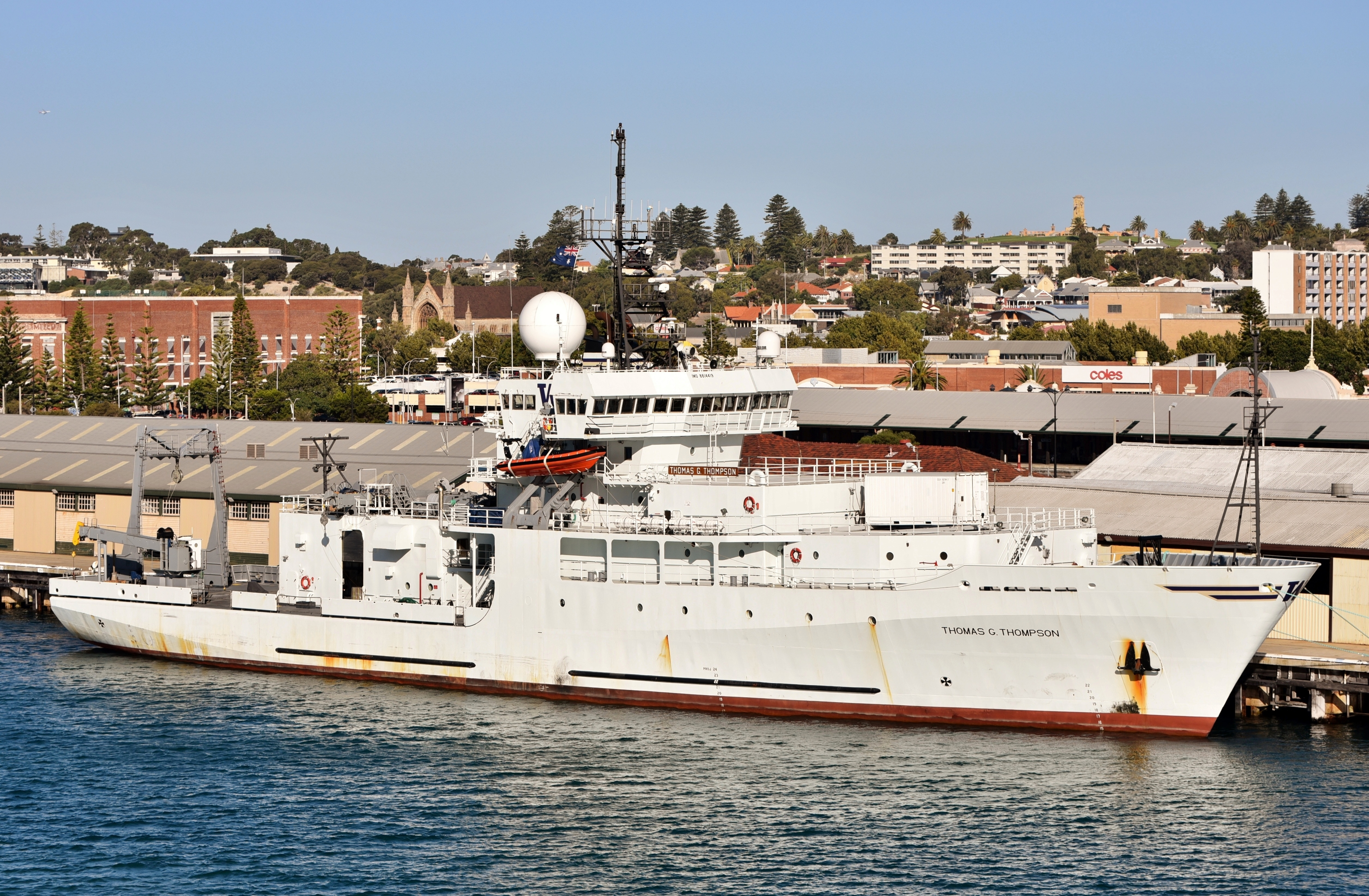
RV Thomas G. Thompson
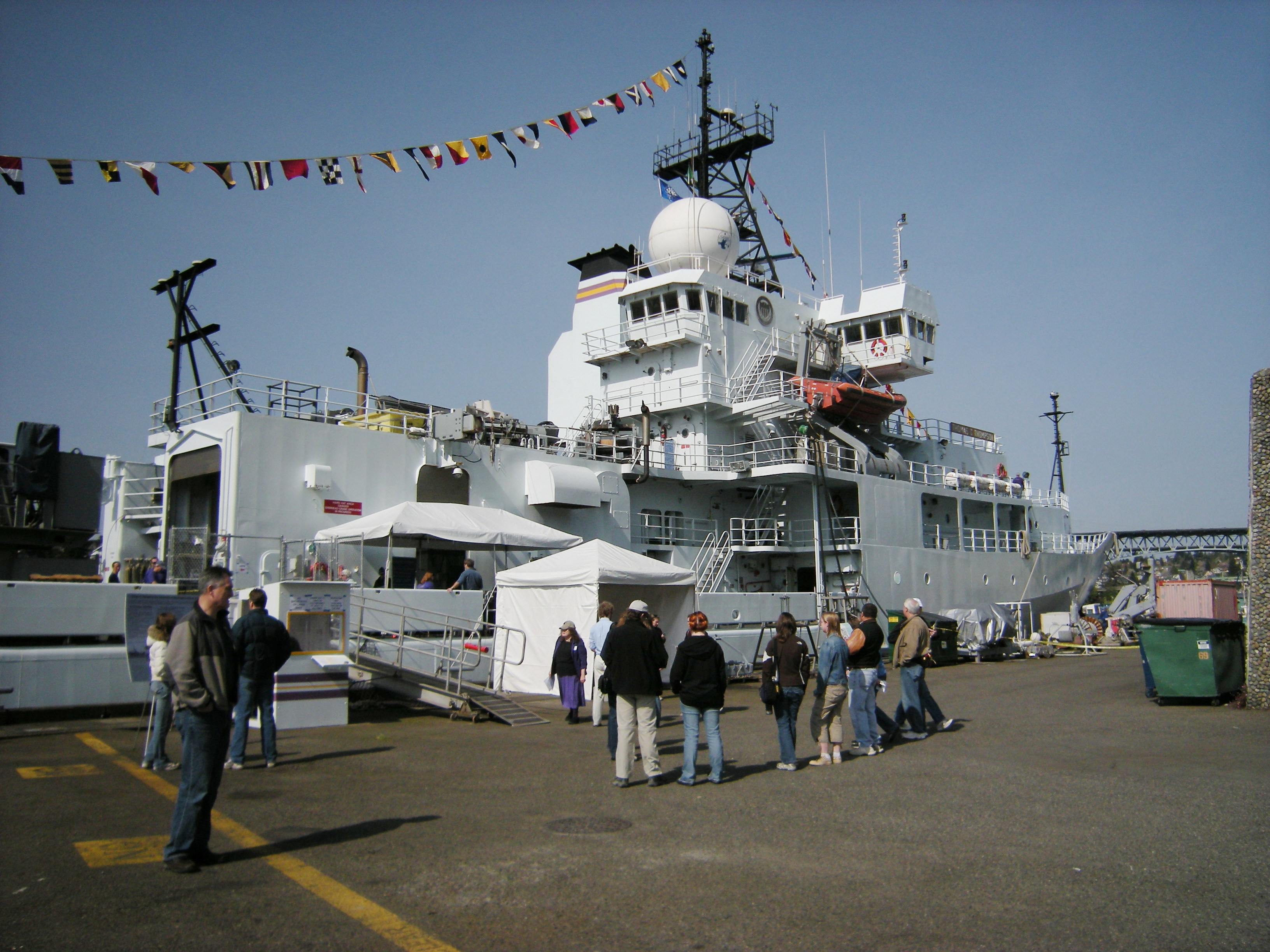
RV Thomas G. Thompson

### Note et référence
- (en) Cet article est partiellement ou en totalité issu de l’article de Wikipédia en anglais intitulé « RV Thomas G. Thompson (T-AGOR-23) » (voir la liste des auteurs).